# Tripolitanië

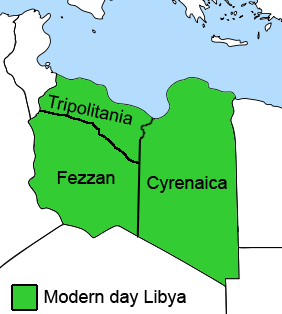
Kaart van Tripolitanië in het huidige Libië

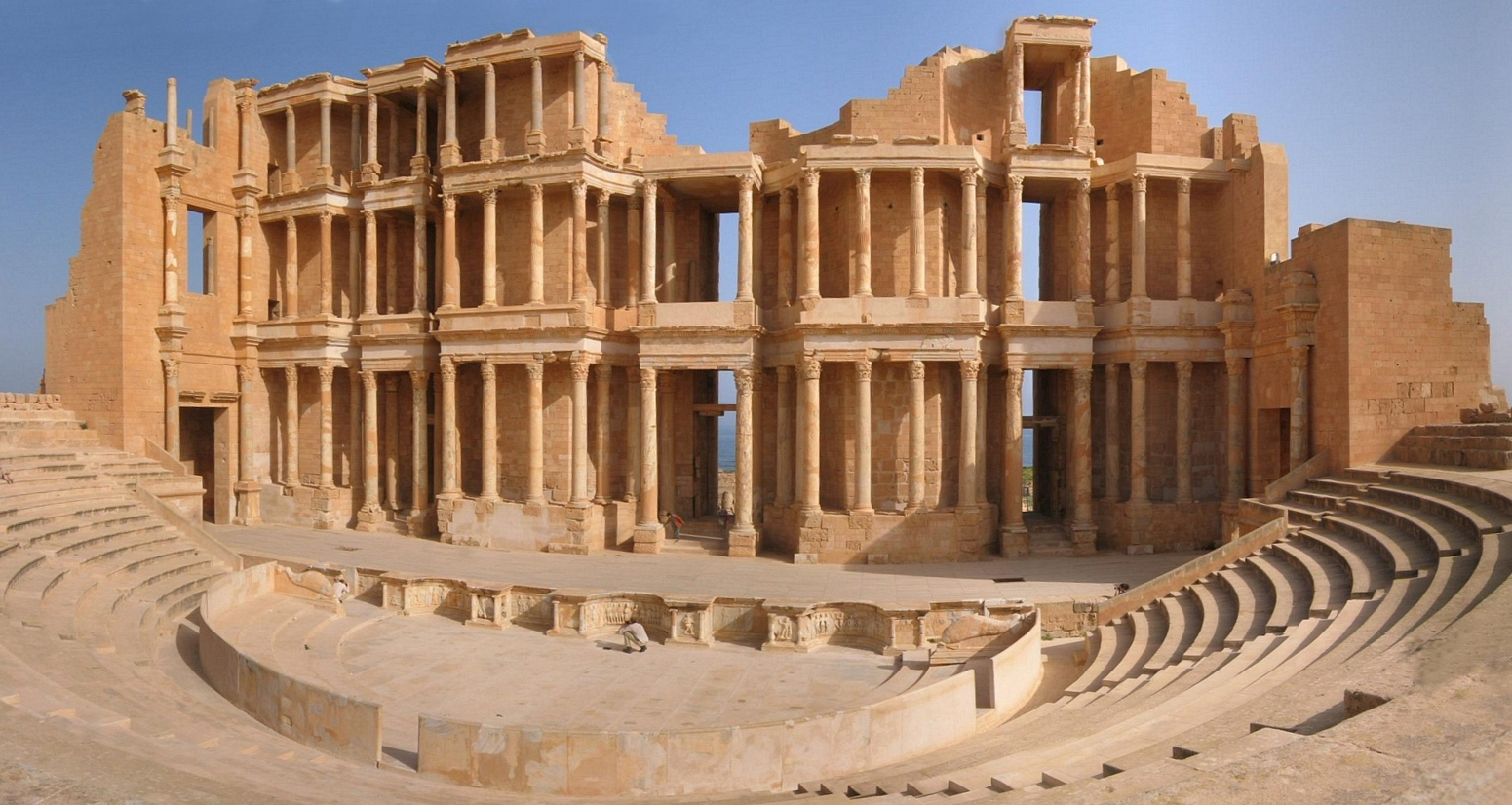
Het theater van Sabratha

Tripolitanië of Tripolitana (Grieks: Tripolis; "driestad" of "drie steden", Arabisch: طرابلس; Tarabulus of Taraboeloes) is een landschap in het noorden van Afrika, ruwweg in het noordwesten van het huidige Libië. Het landschap heette oorspronkelijk Tripolitana; de naam Tripolitania is modern.
De drie steden waaraan Tripolitanië haar naam ontleent zijn:
- Sabratha
- Oea (het huidige Tripoli)
- Lepcis Magna, ook wel -eigenlijk incorrect- Leptis Magna genoemd.

De over het Middellandse Zeegebied overheersende noordenwind brengt wolken met zich mee die in de winter regen brengen boven het Nafusa-gebergte, waarna het water door wadis naar de kust stroomt. Als gevolg van de regen was het gebied zeer vruchtbaar, zodat de drie steden, die ooit door de Feniciërs waren gesticht, zeer rijk werden. 

## Geschiedenis
Het gebied maakte achtereenvolgens deel uit van het Carthaagse Rijk, het Numidische koninkrijk van Massinissa en -na ongeveer 110 v.Chr.- van de Romeinse provincie Africa Proconsularis, om in de Late Oudheid een zelfstandige Romeinse provincie te worden.
De verdediging van het open woestijngebied tegen de Garamanten stelde speciale eisen aan het Derde legioen Augusta. Pas de Romeinse keizer Septimius Severus (193-211) vond een definitieve oplossing: de Limes Tripolitanus, een drietal forten in Ghadames, Gheriat el-Garbia en Bu Njem die konden worden gevoed door de ontginning van een enorm deel van de halfwoestijn. Hoewel de forten na ruim een halve eeuw werden opgegeven, bleven de versterkte boerderijen (centenaria) nog eeuwen in gebruik.
De Limes Tripolitanus overleefde de crisis van de derde eeuw, het Dominaat (toen Tripolitanië voor het eerst een onafhankelijke provincie werd), de heerschappij van de Vandalen en de komst van de islam. Al-Idrisi dateert de vernietiging van de waterwerken in de elfde eeuw.
In 1551 veroverde het Ottomaanse Rijk het gebied, dat tot dan toe nauwelijks een centraal gezag kende, op de Orde van Malta. In de jaren zestig van de 19e eeuw werd in het Ottomaanse Rijk een bestuurlijke hervorming doorgevoerd. In 1864 werd Tripolitanië als een van de eerste gebieden een vilajet. Bij de Italiaans-Turkse Oorlog van 1911 tot 1912 ging het gebied voor het Ottomaanse Rijk verloren en werd als Italiaans-Libië een Italiaanse kolonie.
Op 24 december 1951 werd Tripolitanië verenigd met Fezzan en Cyrenaica tot het onafhankelijke Koninkrijk Libië. 